# Chevrat ha-Chasjmal le-Jisraël

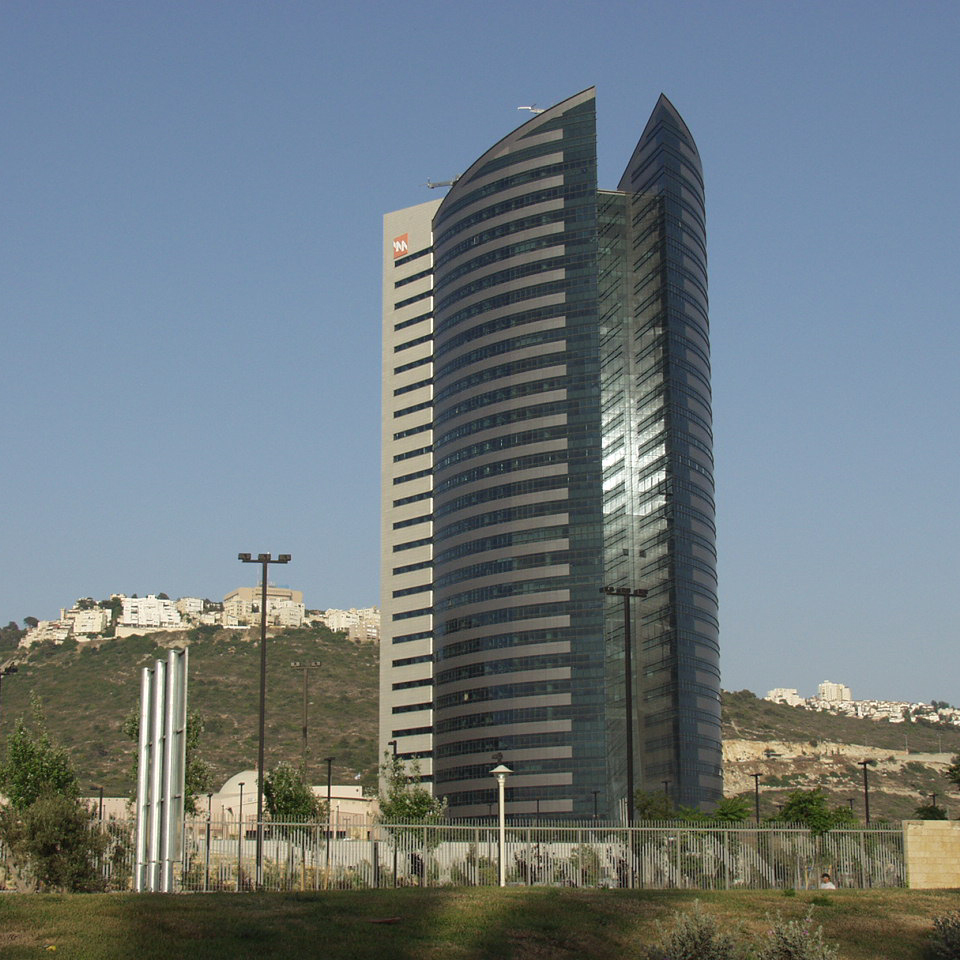
Het hoofdkantoor, de IEC Tower

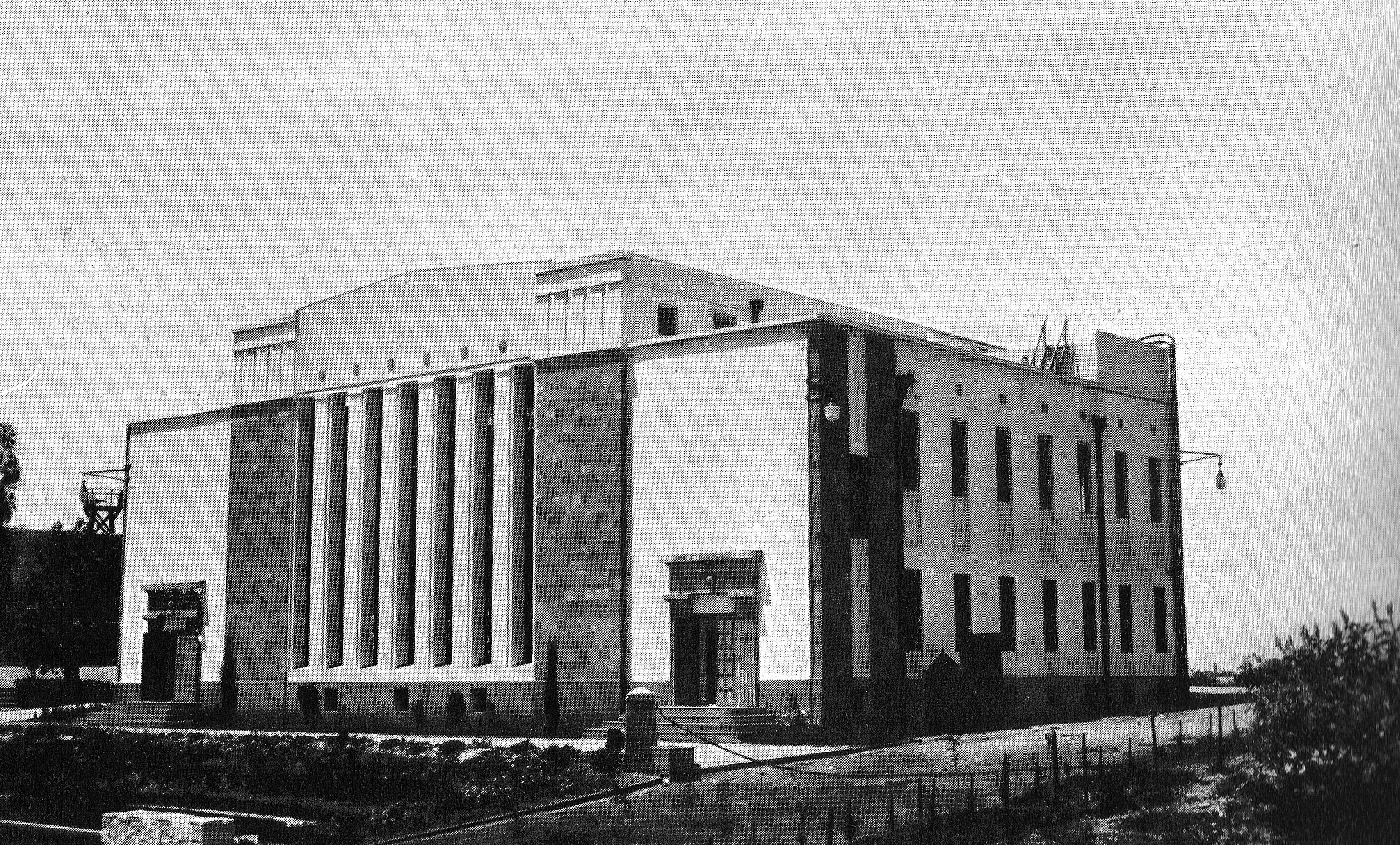
Chevrat ha-Chasjmal le-Jisraël in de vroege jaren 1920

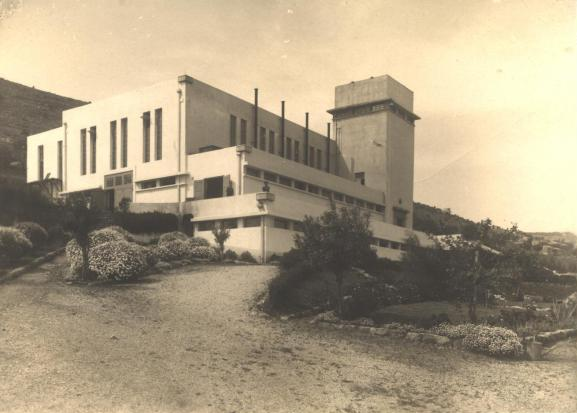
De eerste (dieselgestookte) elektriciteitscentrale in Haifa in 1925

Chevrat ha-Chasjmal le-Jisraël (Hebreeuws: חברת החשמל לישרא, Nederlands: Israëlisch Elektriciteitsbedrijf, Engels: Israel Electric Corporation Ltd., afgekort IEC) is een energieleverancier en elektriciteitsnetbeheerder in Israël. Het op 29 maart 1923 onder leiding van Pinchas Ruthenberg gestichte bedrijf is de grootste producent, transporteur en distributeur van elektriciteit in Israël. Sinds 2003 bevindt zich het hoofdkantoor in de IEC Tower in Haifa. De Staat Israël is met 99,85% hoofdaandeelhouder van het bedrijf. Chevrat ha-Chasjmal le-Jisraël telt landelijk 12.968 medewerkers, daarvan waren (stand 31 december 2013) 2.383 vaste werknemers en 210 tijdelijke medewerkers werkzaam in de elektriciteitscentrales (het elektriciteitsproductiesegment). In 2013 bedroeg de omzet 23 miljard sjekel (€5,5 miljard).

## Elektriciteitsnet
Chevrat ha-Chasjmal le-Jisraël is als eigenaar van zowel het landsdekkende elektriciteitsdistributienet als elektriciteitscentrales een van de grootste industriële ondernemingen in Israël. Het elektriciteitstransportnet had eind 2013 een totale lengte van ongeveer 5200 kilometer en omvat 13 transformatorstations en zo’n 190 transformatoronderstations. Het elektriciteitsdistributienet van Chevrat ha-Chasjmal le-Jisraël bestaat uit verbindingen met een middenspanningsniveau van 33 kV, 22 kV, 6,3 kV tot en met 12,6 kV, alsook een laagspanningsnet. Het bedrijf is eigenaar van nagenoeg het gehele Israëlische elektriciteitsnet. Uitzondering zijn de interne distributienetwerken in kleinere woonplaatsen, die de elektriciteit ontvangen van Chevrat ha-Chasjmal le-Jisraël en deze vervolgens zelf in hun gebied verdelen en verrekenen. De lichtnetspanning in Israël bedraagt 230 volt en de netfrequentie is 50 Hz, net als in Europa.

## Elektriciteitscentrales
De volledige productiecapaciteit bedraagt ongeveer 13,6 GW. In 2011 lag de elektriciteitsopwekking in Israël op 59.465 GWh, het elektriciteitsverbruik van huishoudens op 15.921 GWh en het industriële stroomverbruik bedroeg 12.015 GWh. De basislast van de elektriciteit wordt gewonnen uit kolen en aardgas. Chevrat ha-Chasjmal le-Jisraël heeft tien kolengestookte productie-eenheden met een vermogen van in totaal 4,84 GW. Deze productie-eenheden zijn verdeeld over twee locaties. In elektriciteitscentrale Orot Rabin in Hadera zijn zes eenheden in bedrijf met een gezamenlijk vermogen van 2,59 GW. De andere vier kolengestookte productie-eenheden met een totaalvermogen van 2,25 GW bevinden zich in de Rutenbergcentrale in Asjkelon.

## Grondstoffen
Chevrat ha-Chasjmal le-Jisraël is sinds 2003 de enige eigenaar van de National Coal Supply Corporation LTD. (Nationaal Kolenvoorzieningsbedrijf). Deze dochteronderneming heeft tot taak de kolenimport veilig te stellen en is ook verantwoordelijk voor kwaliteitswaarborging via door de Israëlische regering vastgelegde standaarden. De geleverde kolen aan de productie-eenheden van Chevrat ha-Chasjmal le-Jisraël zijn afkomstig uit verschillende landen, waaronder Australië, Zuid-Afrika, Colombia en Rusland. In het jaar 2000 werd de kolenterminal in Asjdod gesloten en werd de overslag van kolen overgeheveld naar de haven van Asjkelon. Dagelijks wordt ongeveer 40.000 aan kolen verbrand in de elektriciteitscentrales in Asjkelon en Hadera. In 2013 bedroeg het aandeel kolen ongeveer 53% van de elektriciteitsvoorziening; dit was circa 10% lager dan in 2012. Tot 2020 zal het kolenaandeel waarschijnlijk dalen tot 19%. Sinds 2013 ontvangt Chevrat ha-Chasjmal le-Jisraël aardgas uit Israëlisch grondgebied, namelijk het Tamarveld. Hierdoor is een grootschalige omslag in de Israëlische elektriciteitsvoorziening bewerkstelligd, hoewel kolen een belangrijke rol blijven spelen. Daarentegen speelt stookolie nauwelijks meer een rol in de elektriciteitsopwekking van Chevrat ha-Chasjmal le-Jisraël.